# The Delphi Effect
The Delphi Effect (Kiss Me Deadly) è un film per la televisione statunitense del 2008, con protagonista Shannen Doherty e Robert Gant.

## Trama
Jacob è un ex agente dei servizi segreti americani che attualmente lavora come fotografo di moda. Dopo una giornata di lavoro si rifà viva Marta, una sua ex collega, che gli chiede aiuto. Quando i due si incontrano, però, la donna non sembra ricordare il motivo della richiesta d'aiuto, come nessun altro fatto inerente alla sua vita. È l'inizio di una fuga carica di rivelazioni e sotterfugi.

## Analogie
Anche in questo film, come era già accaduto in Queer as Folk, Robert Gant interpreta il ruolo di un gay. In questo caso, però, l’omosessualità del suo personaggio nella versione censurata non viene esplicata in quanto tagliano una scena in cui bacia un ragazzo. Inoltre la censura su alcuni DVD ed alcune edizioni TV ha tagliato scene di nudo integrale maschile.

## Distribuzione
Alcune delle uscite internazionali sono state:
- negli Stati Uniti il 2 maggio 2008 (The Delphi Effect)
- in Italia il 27 gennaio 2009 (The Delphi Effect, su Sky)
- in Argentina il 13 maggio 2009 (Efecto Delphi, in DVD)
- in Grecia il 3 gennaio 2011
- in Germania (Kiss Me Deadly)
- in Australia (The Delphi Effect, in DVD)
- in Francia (La mémoire en sursis)
- in Grecia (Thanasima mystika)